# Макс Кларенбах
Макс Кларенбах (нім. Max Clarenbach, повне ім'я Максимільєн Кларенбах, 19 травня 1880, Нойс — 9 червня 1952, Віттлаер, Кельн) — німецький художник-пейзажист і викладач першої половини XX ст.

## Життєпис
Походив з бідної родини. У віці 12 років залишився круглим сиротою. Тому хлопчика виховували дід та бабуся з боку матері. На здібного підлітка звернув увагу мистецтвознавець Андреас Ахенбах, що підтримав хлопчика і влаштував його у підготувальний клас Дюссельдорфської художньої академії. Вчителі Макса Кларенбаха у академії — Йоген Дюкер (1841—1916) та Артур Кампф (1864—1950).

## Закордоні подорожі
Небагатий юнак не міг самостійно подорожувати. Тому відвідав Італію у 1898 році, а також Голландію у 1899 році як навчальні подорожі. Досить рано обрав власний жанр, ним став пейзаж.

## Художня манера
Вивчав досвід власних попередників, серед котрих надав перевагу майстрам Барбізонської школи. Це позбавило твори Макса Кларенбаха різких контурів, притаманних німецьким майстрам зламу XIX–XX ст. Його художня манера обережна, м'яка, більш схожа на французьких майстрів-предімпресіоністів, що вберегло його від руйнівних модернових впливів початку XX ст. У період 1923—1930 років окрім пейзажів створював побутові вуличні, спортивні або театральні сценки.
У період 1917–1945 років був викладачем у Дюссельдорфської художньої академії.

## Товариство Зондербунд
Разом із власними колегами по навчанню у Дюссельдорфі Вальтером Офеєм (1882—1930), Августом Дойссером (), Юліусом Бретцем (1870—1953) організовував виставки, а згодом став співзасновником нового художнього товариства Зондербунд 1909 року. Товариство проіснувало до 1915 року і припинило існування через події Першої світової війни.

## Смерть
Помер 1952 року у Віттлаері (Кельн).

## Вибрані твори
- «Рибалка на Рейні взимку», 45,5 х 62 см (без дати)
- «Узбережжя у Голландії», 36 х 46 см (1899 р. ?)
- «Віттлаер зимовий», 56 х 66 см
- «Нижній Рейн. Літо», 70 х 85 см
- «Нижній Рейн. Селянські будинки взимку», 51 x 61 см
- «Рохус клуб. Тенісний корт», 54 x 64 см
- «Поля навесні. Гекенвег», 60 х 85 см
- «Віттлаер взимку. Річка», 67 x 100 см
- «Сад у відлигу», 65 х 70 см